# Ленско-Енисейский отряд
Экспедиция Ленско-Енисейского отряда (1735—1742) проходила в рамках Великой Северной экспедиции с целью обследования побережья от устья Лены до Енисея.

## Описание экспедиции
В июне 1735 из Якутска отправились два отряда под руководством лейтенантов Прончищева и Ласиниуса. Достигнув устья Лены, они разделились: отряд Прончищева отправился на запад, отряд Ласиниуса — на восток.

### Отряд Прончищева. 1735—1736
Состав. Дубель-шлюпка «Якутск» с экипажем 50 человек в составе команды, среди которых — подштурман Челюскин, геодезист Чекин и жена командира, погибшая вместе с ним в экспедиции.
14 августа вышли в открытое море, но в связи с изменением погоды почти сразу встал вопрос о зимовке. Местом для этого было выбрано устье Оленёка, в небольшом селении русских промышленников. Но льды в реке разошлись только через год — выйти в море удалось только 3 августа 1736.
Сделав остановку в устье Анабары для изучения горы, в которой, предположительно, содержалась руда, отряд отправился дальше и 13 августа достиг Хатангской губы, где было обнаружено пустое зимовье. При дальнейшем продвижении на север стал встречаться лёд, на льду были замечены белые медведи, моржи и белухи.
19 августа была достигнута точка 77°29' - севернее корабли в рамках Северной экспедиции не плавали. Только через 143 года Норденшельду удалось превзойти этот результат. После этого отряд столкнулся с встречным северным ветром и повернул обратно. По пути Прончищев попал в туман и в скопление льдов. Для того, чтобы не возвращаться туда, откуда начали, отряд несколько раз высаживался на берег в поисках подходящего места для зимовки, но найти ничего не удалось, и 25 августа они вернулись к устью Оленёка, но ветер изменил направление, и войти в него не получилось.
29 августа после очередной попытки высадиться сломал ногу и менее чем через сутки от жировой эмболии умер глава отряда Прончищев. Войти в реку удалось только 6 сентября, после чего он был похоронен, а 12 сентября умерла и там же была похоронена его жена. Главой отряда стал Челюскин.

### Решение о судьбе отряда
В середине декабря 1736 Челюскин вместе с Чекиным выехал в Якутск с докладом Берингу, но из-за ссоры с чиновником в Сиктяхе не доехал — чиновник отказал им в любых средствах передвижения. В Якутск он смог прибыть только в июне 1737, когда Беринга там уже не было — два года, отведённые на экспедицию, истекли. При решении вопроса, продолжать ли исследования, пришлось обратиться к Миллеру, который, ссылаясь на исследования, проведённые ранее казаками, отчёты о которых он изучал в местных архивах, высказался решительно против продолжения. Тем не менее, решено было обратиться с этим вопросом в Санкт-Петербург, где с мнением Миллера не согласились. Срок экспедиции был продлён ещё на 3-4 года, при невозможности же плаванья на судне предписывалось его оставить и продолжить исследования сухим путём от Хатанги до Енисея. Новым начальником был назначен Харитон Лаптев.

### Продолжение экспедиции под руководством Лаптева. 1739—1740
Первое, что сделал Лаптев — потребовал снабжения экспедиции «гораздо обильнее прежнего», и получил это: такелаж, инструменты, чтобы при неудаче морских исследований сделать маленькие речные лодки, провизию, оленей, собак, перевели несколько семей местных жителей с Оленека на устье Анабары, Хатанги и Таймыра, чтобы экспедиция могла там зимовать, а также «подарочные вещи» и жалование за 2 года вперёд.
9 июня 1739 Лаптев вышел из Якутска. По прибытии на место в море были обнаружены со всех сторон льды. Выйти удалось только 24 июля. 28 июля были затёрты льдами в бухту Нордвик, но после её нанесения на карту смогли двигаться дальше до устья Хатанги, куда прибыли 6 августа. Когда разошлись льды — двинулись дальше к мысу святого Фаддея (21 августа), но дальше льды были непроходимы, а условий для зимовки здесь не было, и отряд вернулся в Хатангскую губу 29 августа.
Во время зимовки в октябре Лаптев предпринял сухопутную съёмку берегов: боцман Медведев был отправлен описывать Пясингу и морской берег от её устья до устья Таймыры, но к своему возвращению в апреле Медведев смог обследовать всего около 40 вёрст, не намного удачнее была и экспедиция Чекина, проходившая с марта до 17 мая.
Экспедиция 1740 года началась только 13 августа, и почти сразу же корабль уткнулся в льды. Лодка получила несколько пробоин и начала тонуть. Для защиты от дальнейших ударов льда с бортов были спущены брёвна, совершена попытка заделать пробоины. На следующий день стало ясно, что судно спасти нельзя, и всё, что можно было спасти, было выгружено на лёд. Через трое суток достигли берега. На берегу, лишённом всякой растительности, стало очевидным, что в этом месте зимовка невозможна, и 25 сентября все здоровые отправились к месту прошлогодней зимовки. Дойти туда удалось лишь через месяц.
После потери судна экспедиции ничего не оставалось, как продолжить исследования по суше. Ранней весной 1741 были доставлены провиант и собаки, после чего люди были разделены на 3 отряда. 12 нарт с продовольствием были доставлены к месту встречи всех отрядов — в устье Таймыры. Всю незадействованную команду и грузы отправили в Туруханск.

### Отряд Челюскина
Маршрут: от устья Пясинги вдоль побережья к устью Таймыры, на трёх нартах.
Начало: 17 марта 1741.
Задача была выполнена успешно, Челюскин смог определить координаты не только устьев обеих рек, но и открыть Северо-восточный мыс 7 мая 1742.

### Отряд Чекина
Маршрут: от места зимовки по побережью к устью Таймыры, на трёх нартах.
Начало: конец апреля 1741.
Чекин возвратился почти сразу, не выполнив ничего из ему порученного, из-за снежной слепоты — у него и всей команды от белого льда заболели глаза и они почти перестали видеть.

### Отряд Лаптева
Маршрут: внутренние области Таймыра, с окончанием маршрута в устье Таймыры.
Свою задачу Лаптев тоже выполнил успешно.
Недалеко от Таймырского озера Лаптев обнаружил кости мамонта, выглядывающие из-под земли, из чего сделал вывод, что мамонт — реально существующее и сейчас подземное животное, выходящее на поверхность умирать.
По итогам экспедиции Харитон Лаптев составил карту Таймыра, для своего времени достаточно точную.